# Chilok
Chilok (anche Hilok) è una città della Russia siberiana sudorientale (kraj Zabajkal'skij), situata alle pendici dei monti Jablonovyj sul fiume omonimo, 261 km a ovest del capoluogo Čita; è il capoluogo amministrativo del distretto omonimo.

## Società

### Evoluzione demografica
Fonte: mojgorod.ru
- 1939: 14.800
- 1959: 15.600
- 1970: 12.800
- 1989: 13.900
- 1996: 12.100
- 2007: 10.600